# Щось не так з тобою
«Щось не так з тобою » (фр. En liberté!) — французький кримінальний фільм-драма 2018 року, поставлений режисером П'єром Сальвадорі з Адель Енель, Піо Мармаєм та Одрі Тоту в головних ролях. Світова прем'єра відбулася 14 травня 2018 на 71-му Каннському міжнародному кінофестивалі, де фільм брав участь у програмі секції «Двотижневик режисерів» та отримав там нагороду Консорціуму письменників і композиторів (SACD). У липні 2018 року фільм було обрано фільмом закриття 9-го Одеського міжнародного кінофестивалю.

## Сюжет
Детектив Івонн (Адель Енель), молода вдова офіцера поліції та місцевого героя Санті, живе в містечку на Французькій Рив'єрі. Вона дізнається, що її чоловік не був таким зразковим, як про нього думав їхній син: молодик Антуан (Піо Мармай) провів вісім років за ґратами у якості його цапа-відбувайла. Івонн готова на все, щоб допомогти дуже привабливому Антуанові повернутися до дружини і звичного життя. На все, окрім розкриття правди. Антуанові складно пристосуватися до життя на волі, де в нього доволі швидко їде дах. Відтоді починається низка вражаючих подій.

## У ролях
| • Адель Енель    | … | Івонн   |
| • Піо Мармай     | … | Антуан  |
| • Одрі Тоту      | … | Аньєс   |
| • Венсан Ельбаз  | … | Санті   |
| • Деміен Боннар  | … | Луї     |
| • Осіне Шутрі    | … | Марітон |
| • Октав Боссюе   | … | Тео     |
| • Норберт Феррер | … |         |
| • Мартін Потар   | … |         |
| • Еммі Стевенен  | … |         |

## Знімальна група
- Автори сценарію — Бенжамін Шарбі, Бенуа Граффін, П'єр Сальвадорі
- Режисер-постановник — П'єр Сальвадорі
- Продюсер — Філіпп Мартен, Давид Тіон
- Оператор — Жульєн Пупар
- Композитор — Каміль Базба
- Художники-постановники — Мішель Бартелемі, Ренальд Котт Верді, Крістоф Кузо
- Художник з костюмів — Вірджинія Монтель
- Художник-декоратор — Аурелі Комб

## Нагороди та номінації
| Список нагород та номінацій              | Список нагород та номінацій | Список нагород та номінацій                         | Список нагород та номінацій                      | Список нагород та номінацій | Список нагород та номінацій |
| Кінофестиваль/Кінопремія                 | Рік                         | Категорія                                           | Номінант(и)                                      | Результат                   | Дж                          |
| ---------------------------------------- | --------------------------- | --------------------------------------------------- | ------------------------------------------------ | --------------------------- | --------------------------- |
| 71-й Каннський міжнародний кінофестиваль | травень 2018                | Приз Консорціуму письменників і композиторів (SACD) | Щось не так з тобою                              | Перемога                    |                             |
| Премія «Люм'єр»                          | 04.02.2019                  | Найкращий режисер                                   | П'єр Сальвадорі                                  | Номінація                   | [ 6 ]                       |
| Премія «Люм'єр»                          | 04.02.2019                  | Найкращий сценарій                                  | П'єр Сальвадорі, Бенуа Граффін, Бенжамен Шарбі   | Перемога                    | [ 6 ]                       |
| Премія «Люм'єр»                          | 04.02.2019                  | Найкраща музика до фільму                           | Камілль Базба                                    | Номінація                   | [ 6 ]                       |
| Премія «Сезар»                           | 22.02.2019                  | Найкращий фільм                                     | Щось не так з тобою                              | Номінація                   | [ 7 ]                       |
| Премія «Сезар»                           | 22.02.2019                  | Найкраща режисерська робота                         | П'єр Сальвадорі                                  | Номінація                   | [ 7 ]                       |
| Премія «Сезар»                           | 22.02.2019                  | Найкращий актор                                     | Піо Мармай                                       | Номінація                   | [ 7 ]                       |
| Премія «Сезар»                           | 22.02.2019                  | Найкраща акторка                                    | Адель Енель                                      | Номінація                   | [ 7 ]                       |
| Премія «Сезар»                           | 22.02.2019                  | Найкращий актор другого плану                       | Деміен Боннар                                    | Номінація                   | [ 7 ]                       |
| Премія «Сезар»                           | 22.02.2019                  | Найкраща акторка другого плану                      | Одрі Тоту                                        | Номінація                   | [ 7 ]                       |
| Премія «Сезар»                           | 22.02.2019                  | Найкращий оригінальний сценарій                     | П'єр Сальвадорі, Бенжамін Шарбі та Бенуа Граффін | Номінація                   | [ 7 ]                       |
| Премія «Сезар»                           | 22.02.2019                  | Найкраща музика до фільму                           | Каміль Базба                                     | Номінація                   | [ 7 ]                       |
| Премія «Сезар»                           | 22.02.2019                  | Найкращий монтаж                                    | Ізабель Девінк                                   | Номінація                   | [ 7 ]                       |